# Andrzej Januszko
Andrzej Januszko, właśc. Andrzej Ługowski (ur. 23 grudnia 1938 w Warszawie zm. 22 lutego 2025) – polski kompozytor, pianista i aranżer, twórca muzyki bardzo zróżnicowanej gatunkowo. Absolwent Wydziału Teorii i Kompozycji warszawskiej Państwowej Wyższej Szkoły Muzycznej w klasie Tadeusza Szeligowskiego.

## Działalność artystyczna
Jako kompozytor zadebiutował jeszcze w Średniej Szkole Muzycznej w roku 1957. W następnym roku powstały jego pierwsze nagrania radiowe.
Jest twórcą muzyki ilustracyjnej do słuchowisk radiowych i spektakli telewizyjnych i kompozytorem musicali. Napisał wiele utworów muzycznych zarówno z gatunku muzyki poważnej, jak i rozrywkowej, m.in. wielu popularnych niegdyś piosenek, utworów instrumentalnych oraz pieśni.
Utwory napisane przez Januszkę można usłyszeć w wykonaniu wielu artystów i grup muzycznych, m.in. takich jak: Felicjan Andrzejczak, Krzysztof Cugowski, Krzysztof Cwynar, Bogdan Czyżewski, Daniel, Maria Dąbrowska, Barbara Dunin i Zbigniew Kurtycz, 2 plus 1, Eleni, Gang Marcela, Wojciech Gąssowski, Krystyna Giżowska, Zbigniew Gniewaszewski, Jerzy Grunwald, Grupa Wokalna Izabeli, Edward Hulewicz, Irena Jarocka, Maria Jarzębska, Kalina Jędrusik, Kapela Gdańska, Waldemar Kocoń, Maria Koterbska, Krzysztof Krawczyk, Krzysztof Krzymar, Jolanta Kubicka, Masio Kwiek, Janusz Laskowski, Jacek Lech, Alicja Majewska, Mech, Jerzy Michotek, Małgorzata Ostrowska, Lucyna Owsińska, Regina Pisarek, Joanna Rawik, Hanna Rek, Danuta Rinn, Jerzy Różycki, Irena Santor, Lidia Stanisławska, Jadwiga Strzelecka, Ewa Śnieżanka, Teresa Tutinas, Violetta Villas, zespół dziecięcy Wiolinki, Tadeusz Woźniakowski, Juliusz Wystup, Wiktor Zatwarski, Magdalena Zawadzka, Adam Zwierz.

### Nagrody
- nagroda Przewodniczącego Komitetu ds. Radia i Telewizji
- 1969 - nagroda Ministerstwa Obrony Narodowej za twórczość kompozytorską
- 1970 - Złoty Pierścień na Festiwalu Piosenki Żołnierskiej w Kołobrzegu za utwór To oni szli
- 1973 - Złoty Pierścień na FPŻ w Kołobrzegu za piosenkę Urzekło nas morze
- 1973 - nagroda Ministerstwa Obrony Narodowej za twórczość kompozytorską

## Wybrane kompozycje
- Musicale
  - Spocznij, wolno marzyć (libr. J. Kondracki)
  - Do widzenia, signor Otello (libr. J. Kondracki)
- Muzyka symfoniczna i kameralna
  - Trio stroikowe
  - Blues na małą orkiestrę symfoniczną
  - Mała symfonia
  - Impresje jazzowe na klarnet i fortepian
  - Wariacje na flet i fortepian
- Piosenki
  - Ballada o żołnierzu, któremu udało się powrócić
  - Chłopiec i orchidea
  - Gorzko, gorzko
  - Ile trzeba słów
  - Miłość Narcyza
  - Na szczęścia łut
  - Najpiękniejsza jest Hellada
  - Tak jak mama nie gotuje nikt
  - To oni szli
  - Urzekło nas morze
  - W świetle nocy, w mroku dnia
  - Wieczni Odyseusze
  - Z Warszawą na Ty
- Utwory instrumentalne
  - El arenal
  - Family disco
  - Hacjenda